# Населення Чернівецької області

Станом на 1 лютого 2019 року населення Чернівецької області становило 906 тис. 139 осіб, що становить 1,99% населення України. З початку року природне скорочення населення становило 133 особи, міграційний приріст 109 осіб.
Протягом 2011 року на території області народилося 11 281 немовля, померло 11 192 осіб. Природний приріст населення становив 89 осіб, хоч у попередньому році спостерігалося скорочення населення (-729 осіб). Міграційний приріст склав 898 осіб (+9,9 на 1000), що на 30% більше, ніж у минулому році (+ 635). Найбільше зростання населення спостерігалось у містах Чернівці (+ 5,49%), Новодністровськ (+ 3,47%) та Герца (+ 3,00%),Сторожинецькому (+ 2,16%) та Путильському (+ 0,99%) районах області.
Станом на 1 жовтня 2012 року міське населення становило 384 тис. 117 осіб, рівень урбанізації — 42,39%.

## Чисельність населення
Історична динаміка чисельності населення області (у сучасних кордонах)
| рік  | населення | місце серед регіонів |
| ---- | --------- | -------------------- |
| 1939 | 812 000   | 25                   |
| 1941 | 879 700   |                      |
| 1944 | 555 000   |                      |
| 1959 | 774 121   | 26                   |
| 1970 | 844 887   | 26                   |
| 1979 | 889 930   | 26                   |
| 1989 | 938 029   | 26                   |
| 2001 | 922 817   | 26                   |
| 2014 | 908 508   | 26                   |
| 2015 | 909 185   | 26                   |

Міське населення становить 379,3 тис.(41.9 %), сільське 525,1 тис.(58.1 %)

### Густота населення
Середня густота населення становить 111.6 осіб на км²

### Природний рух
Показники народжуваності, смертності та природного приросту населення у 1950—2020 рр.
| коефіцієнт (на 1000 осіб) | 1950 | 1960 | 1970 | 1990 | 2000 | 2010 | 2020 |
| ------------------------- | ---- | ---- | ---- | ---- | ---- | ---- | ---- |
| народжуваності            | 24,7 | 21,8 | 17,0 | 14,8 | 10,1 | 12,2 | 9,0  |
| смертності                | 10,1 | 7,0  | 8,4  | 11,0 | 12,5 | 13,0 | 14,1 |
| природного приросту       | 14,6 | 14,8 | 8,6  | 3,8  | -2,4 | -0,8 | -5,1 |

| Природний рух населення Чернівецької області у 1950—2020 році | |
| --- | --- |
| На цьому місці має відображатися графік чи діаграма, однак з технічних причин його відображення наразі вимкнено. Будь ласка, не видаляйте код, який викликає це повідомлення. Розробники вже працюють для того, щоби відновити штатне функціонування цього графіка або діаграми. | |
| Народжених Смертей | |
| | На цьому місці має відображатися графік чи діаграма, однак з технічних причин його відображення наразі вимкнено. Будь ласка, не видаляйте код, який викликає це повідомлення. Розробники вже працюють для того, щоби відновити штатне функціонування цього графіка або діаграми. |

### Міграційний рух
За 2009 рік:

У межах України: 

Число прибулих: 10406 (11,5 на 1000 осіб)

Число вибулих: 9875 (10,9 на 1000 осіб)

Приріст: +531 (+0,6 на 1000 осіб)

Зовнішня міграція: 

Число прибулих: 614 (0,7 на 1000 осіб)

Число вибулих: 219 (0,3 на 1000 осіб)

Приріст: +395 (0,4 на 1000 осіб)

## Національний склад

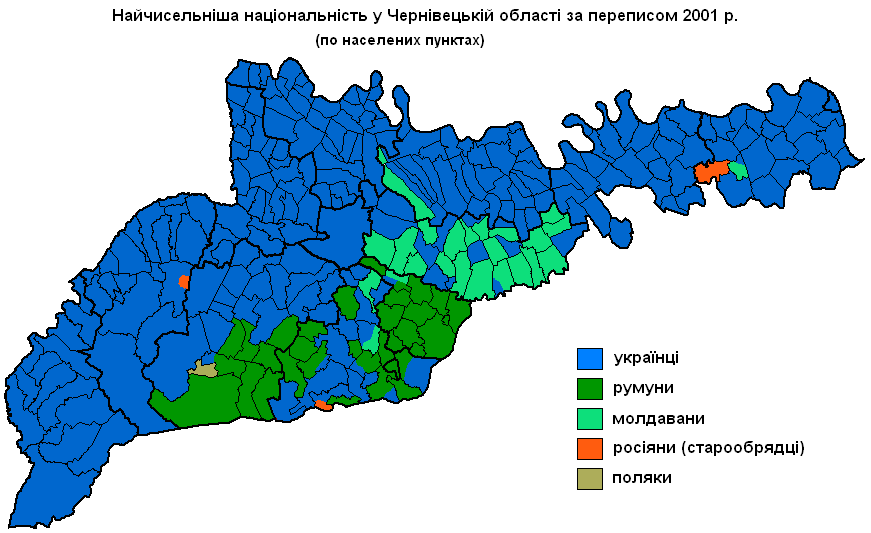
Найбільша національність а у містах, селищах та селах Чернівецької області за переписом 2001 р.

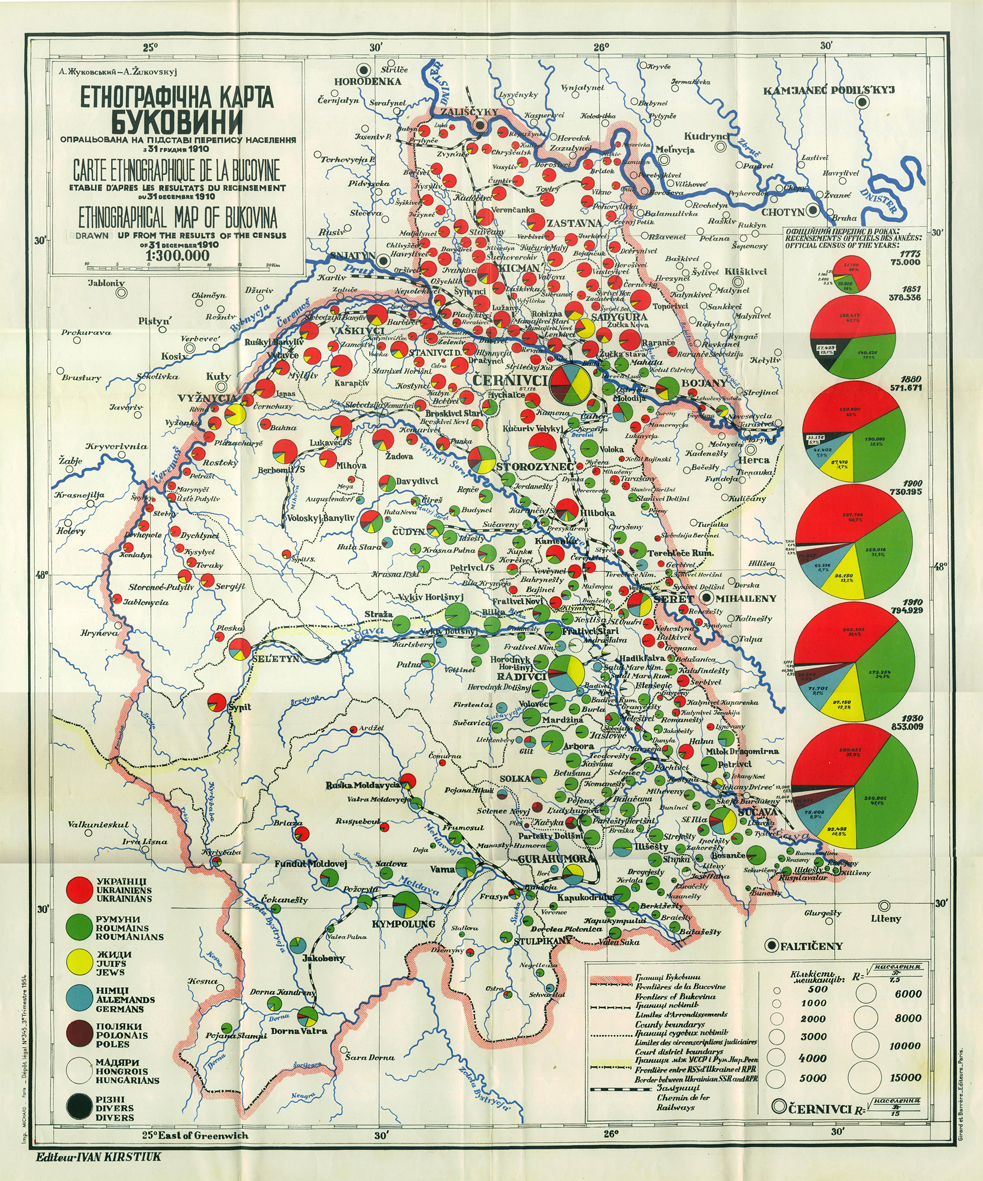
Етнографічна карта Буковини за даними перепису 1910 року.

| Чернівці             | 236.691 | 79,9% | 4,5%  | 1,6%  | 11,3% |
| Новодністровськ      | 10.344  | 87,1% | 0,3%  | 0,9%  | 10,2% |
| Герцаївський район   | 32.316  | 5,0%  | 91,5% | 2,3%  | 0,9%  |
| Глибоцький район     | 72.676  | 46,8% | 45,3% | 6,1%  | 1,2%  |
| Кельменецький район  | 48.468  | 97,5% | 0,1%  | 1,0%  | 1,3%  |
| Хотинський район     | 72.398  | 91,2% | 0,1%  | 7,0%  | 1,3%  |
| Кіцманський район    | 72.884  | 98,5% | 0,2%  | 0,1%  | 0,9%  |
| Новоселицький район  | 87.461  | 34,0% | 6,8%  | 57,5% | 1,4%  |
| Путильський район    | 25.352  | 99,3% | 0,1%  | 0,1%  | 0,4%  |
| Сокирянський район   | 48.889  | 89,9% | 0,1%  | 3,4%  | 6,2%  |
| Сторожинецький район | 95.295  | 59,6% | 36,8% | 0,3%  | 1,4%  |
| Вижницький район     | 59.993  | 98,2% | 0,3%  | 0,1%  | 1,1%  |
| Заставнівський район | 56.261  | 99,1% | 0,1%  | 0,1%  | 0,6%  |
| Чернівецька область  | 919.028 | 75,0% | 12,5% | 7,3%  | 4,1%  |

| Рік       | 1930 [Архівовано 17 липня 2012 у Wayback Machine.] | 1959          | 1970          | 1979 [Архівовано 3 грудня 2013 у Wayback Machine.] | 1989 [Архівовано 31 липня 2017 у Wayback Machine.] | 2001 [Архівовано 31 липня 2017 у Wayback Machine.] |
| --------- | -------------------------------------------------- | ------------- | ------------- | -------------------------------------------------- | -------------------------------------------------- | -------------------------------------------------- |
| Українці  | 383 028 47,6%                                      | 518 189 66,9% | 581 109 68,8% | 629 125 70,2%                                      | 666 095 70,8%                                      | 689 056 75,0%                                      |
| Румуни    | 227 187 28,2%                                      | 79 790 10,3%  | 84 878 10,0%  | 90 485 10,1%                                       | 100 317 10,7%                                      | 114 555 12,5%                                      |
| Молдовани |                                                    | 71 645 9,3%   | 85 027 9,5%   | 78 390 9,3%                                        | 84 519 9,0%                                        | 67 225 7,3%                                        |
| Росіяни   | 46 946 5,8%                                        | 51 268 6,6%   | 53 364 6,3%   | 59 256 6,6%                                        | 63 066 6,7%                                        | 37 881 4,1%                                        |
| Поляки    | 25 088 3,1%                                        | 6 007 0,8%    | 5 275 0,6%    |                                                    | 4 700 0,5%                                         | 3 367 0,4%                                         |
| Євреї     | 88 772 11,0%                                       | 42 140 5,4%   | 37 459 4,4%   | 22 300 2,5%                                        | 16 469 1,8%                                        | 1 443 0,2%                                         |
| Німці     | 30 439 3,8%                                        |               |               |                                                    | 395 0,04%                                          |                                                    |

### Українці
Найбільшою етнічною громадою на території Чернівецької області є українці. За період 1989–2001 роки відбулося збільшення кількості та частки українського населення в області. Найбільша частка українського населення проживає у таких районах області: Путильський (99,3%), Заставнівський (99,1%), Кіцманський (98,5%), Вижницький (98,2%), Кельменецький (97,5%) та Хотинський (91,2%).

### Румуни
Румуни посідають друге місце за чисельністю і налічують 114,6 тис. осіб. Місцем компактного проживання румунів є Герцаївський, Глибоцький, Сторожинецький, Новоселицький райони та м. Чернівці.
В області функціонують 47 ДНЗ з румунською мовою навчання і виховання, у 2009–2010 н.р. діяло 76 румуномовних шкіл та 13 змішаних українською і румунською мовами навчання. Кількість учнів, які навчаються румунською мовою становила 18880 осіб. У Чернівецькому національному університеті ім. Юрія Федьковича на філологічному факультеті є кафедра класичної та румунської філології, також румунська мова викладається у Педагогічному училищі Чернівецького національного університету ім. Ю. Федьковича та інших навчальних закладах.
Діють румунські національно-культурні товариства:
- Всеукраїнська науково-педагогічна Асоціація «Арон Пумнул»,
- Товариство румунської культури ім. М. Емінеску,
- Товариство «Голгофа» румунського населення — жертв сталінських репресій,
- культурно-спортивний клуб «Драгош-Воде»,
- медичне товариство «Ісідор Бодя»,
- Ліга румунської молоді «Жунімя»,
- Чернівецький обласний благодійний фонд культури «Дім румунської мови»,
- «Ліга захисту прав людини»,
- Румунська спільнота України,
- Конгрес румунів України та інші.

Румуни традиційно проводять у Чернівцях національні свята «Мерцішор», «Лімба ноастре чя ромине» та «Флоріле далбе».
В Чернівецькій області діють румунські національно-мистецькі колективи, найвідоміші серед них танцювальні ансамблі «Мерцішор» та «Ізвораш», оркестри румунської музики «Муґурел» та «Плай». Хор «Драгош Воде», який діє при Товаристві румунської культури ім. М. Емінеску, носить почесне звання народного аматорського хорового колективу.

### Молдовани
За даними перепису 2001 року в Чернівецькій області проживає 67,2 тис. молдован. В основному, молдовське населення компактно проживає у Новоселицькому (50329 осіб, м. Новоселиця, с. Балківці, с. Берестя, с. Ванчиківці, с. Динівці, с. Драниця, с. Костичани, с. Малинівка, с. Мамалига, с. Маршинці, с. Тарасівці, с. Строїнці, с. Форосна, с. Черленівка), Хотинському (5102 особи, с. Колінківці), Глибоцькому (4425 осіб, с. Молодія, с. Привороки, с. Коровія) та Сокирянському районах (с. Шишківці).
Головою міжрайонного товариства молдовської культури обраний Стаднійчук Юрій Васильович, директор Маршинецької школи. Товариство зареєстроване у 2005 році, підтримує тісні контакти з Всеукраїнським товариством молдовської культури. Двічі на рік члени товариства та аматорські колективи з Новоселицького району беруть участь у Всеукраїнських фестивалях молдовської культури в Одеській області.

### Росіяни
Загальна чисельність російської діаспори (згідно з даними перепису) становить 37 881 осіб (4,12% населення області), більшість яких проживає у містах Чернівці, Новодністровськ та Сокирянському районі області.
З 1840-х років Буковина і Біла Криниця стали найважливішими центрами російської старообрядницької діаспори і взагалі старовірів. У Білокриницькому монастирі була відновлена старообрядницька іерахія: створена старообрядницька архієрейська кафедра, перетворена потім в митрополію, а незабаром після цього виникли і зарубіжні єпархії, підлеглі Білокриницької ієрархії.

## Мовний склад

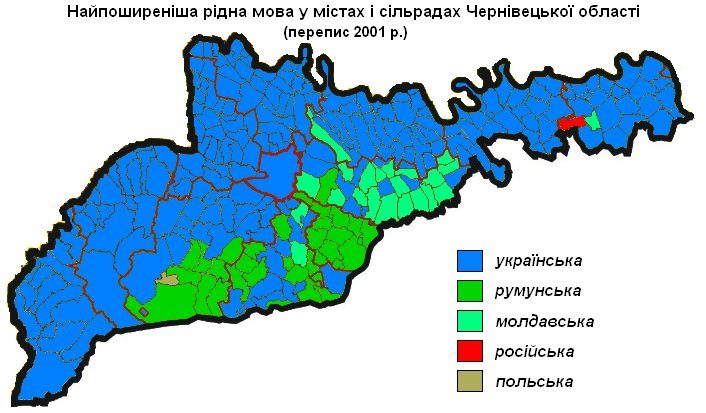
Найпоширеніша рідна мова у містах і сільрадах Чернівецької області за переписом 2001 р.

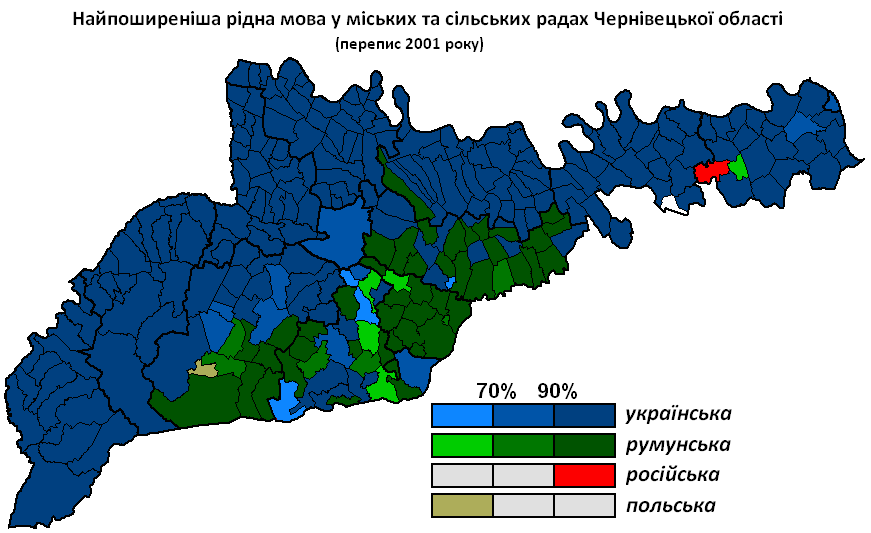
Найпоширеніша рідна мова у містах і сільрадах Чернівецької області за переписом 2001 р.

Рідна мова населення Чернівецької області за результатами переписів, %
|                         | 1959 | 1970 | 1989 | 2001 |
| ----------------------- | ---- | ---- | ---- | ---- |
| українська              | 65,8 | 69,2 | 70,8 | 75,6 |
| румунська та молдовська | 19,0 | 17,8 | 17,8 | 18,6 |
| російська               | 10,7 | 10,2 | 10,5 | 5,3  |
| інша                    | 4,5  | 2,8  | 0,9  | 0,4  |

Рідна мова найбільш чисельних національностей Чернівецької області за даними перепису 2001 р.
|           | Своєї національності | Українська | Російська | Інша |
| Українці  | 98,5%                |            | 1,3%      | 0,1% |
| Румуни    | 91,9%                | 6,8%       | 0,9%      | 0,1% |
| Молдовани | 91,6%                | 3,2%       | 1,2%      | 3,0% |
| Росіяни   | 91,5%                | 8,1%       |           | 0,1% |
| Поляки    | 40,9%                | 47,8%      | 8,3%      | 0,1% |
| Білоруси  | 30,1%                | 19,0%      | 50,2%     | 0,2% |
| Євреї     | 20,7%                | 23,8%      | 55,0%     | 0,3% |
|           |                      |            |           |      |

| Мовний склад Чернівецької обл. (перепис 2001 року) | Мовний склад Чернівецької обл. (перепис 2001 року) | Мовний склад Чернівецької обл. (перепис 2001 року) | Мовний склад Чернівецької обл. (перепис 2001 року) | Мовний склад Чернівецької обл. (перепис 2001 року) | Мовний склад Чернівецької обл. (перепис 2001 року) | Мовний склад Чернівецької обл. (перепис 2001 року) | Мовний склад Чернівецької обл. (перепис 2001 року) |
|                                                    | Населення                                          | Українська                                         | Румунська                                          | Молдовська                                         | Російська                                          | Польська                                           |                                                    |
| -------------------------------------------------- | -------------------------------------------------- | -------------------------------------------------- | -------------------------------------------------- | -------------------------------------------------- | -------------------------------------------------- | -------------------------------------------------- | -------------------------------------------------- |
| Чернівці                                           | 236.691                                            | 79,2%                                              | 3,3%                                               | 1,1%                                               | 15,3%                                              | 0,1%                                               |                                                    |
| Новодністровськ                                    | 10.344                                             | 85,7%                                              | 0,1%                                               | 0,5%                                               | 13,4%                                              |                                                    |                                                    |
| Герцаївський район                                 | 32.316                                             | 4,8%                                               | 92,2%                                              | 1,6%                                               | 1,2%                                               |                                                    |                                                    |
| Глибоцький район                                   | 72.676                                             | 52,6%                                              | 40,1%                                              | 5,9%                                               | 1,2%                                               | 0,2%                                               |                                                    |
| Кельменецький район                                | 48.468                                             | 97,8%                                              |                                                    | 0,8%                                               | 1,3%                                               |                                                    |                                                    |
| Хотинський район                                   | 72.398                                             | 91,6%                                              | 0,1%                                               | 6,9%                                               | 1,3%                                               |                                                    |                                                    |
| Кіцманський район                                  | 72.884                                             | 98,8%                                              | 0,1%                                               | 0,1%                                               | 0,9%                                               |                                                    |                                                    |
| Новоселицький район                                | 87.461                                             | 34,1%                                              | 9,3%                                               | 54,7%                                              | 1,8%                                               |                                                    |                                                    |
| Путильський район                                  | 25.352                                             | 99,5%                                              |                                                    | 0,1%                                               | 0,4%                                               |                                                    |                                                    |
| Сокирянський район                                 | 48.889                                             | 90,4%                                              |                                                    | 3,0%                                               | 6,4%                                               |                                                    |                                                    |
| Сторожинецький район                               | 95.295                                             | 61,4%                                              | 35,4%                                              | 0,2%                                               | 1,8%                                               | 1,0%                                               |                                                    |
| Вижницький район                                   | 59.993                                             | 98,5%                                              | 0,3%                                               | 0,1%                                               | 1,0%                                               |                                                    |                                                    |
| Заставнівський район                               | 56.261                                             | 99,2%                                              |                                                    | 0,1%                                               | 0,6%                                               |                                                    |                                                    |
| Чернівецька область                                | 919.028                                            | 75,6%                                              | 11,9%                                              | 6,8%                                               | 5,3%                                               | 0,2%                                               |                                                    |

|                            |  |                                         |  |
| Поширення української мови |  | Поширення румунської та молдовської мов |  |

|                           |  |                          |  |
| Поширення російської мови |  | Поширення польської мови |  |

Українська мова є єдиною офіційною мовою на всій території області.
За даними Державної служби статистики України у 2023/24 навчальному році в Чернівецькій області 105 874 учні здобували загальну середню освіту, з них 93 134 (87,97 %) навчалися в українськомовних класах, 12 740 (12,03 %) — у румунськомовних. З 48 486 здобувачів середньої освіти в міських закладах освіти, 47 165 (97,28 %) здобували освіту українською, 1 321 (2,72 %) — румунською. З 57 388 здобувачів середньої освіти в сільських закладах освіти, 45 969 (80,10 %) здобували освіту українською, 11 419 (19,90 %) — румунською.

### Вільне володіння мовами
За даними Всеукраїнського перепису населення 2001 року, 88,64% мешканців Чернівецької області вказали вільне володіння українською мовою, а 44,09% - російською мовою. 98,29% мешканців Чернівецької області вказали вільне володіння мовою своєї національності.
Вільне володіння мовами найбільш чисельних національностей Чернівецької області за даними перепису населення 2001 р.
|           | своєї національності | українська | російська |
| --------- | -------------------- | ---------- | --------- |
| Українці  | 99,81%               |            | 39,31%    |
| Румуни    | 94,80%               | 48,08%     | 46,82%    |
| Молдовани | 93,70%               | 48,23%     | 56,31%    |
| Росіяни   | 97,76%               | 79,63%     |           |
| Поляки    | 59,16%               | 95,31%     | 47,25%    |
| Білоруси  | 41,27%               | 79,91%     | 82,27%    |
| Євреї     | 29,24%               | 88,91%     | 88,01%    |

## Місце народження
За переписом 2001 року 95,8% населення Чернівецької області народилися на території України (УРСР), 4,1% населення — на території інших держав (зокрема 2,5% - на території Росії), 0,1% населення не вказали місце народження. 88,9% населення народилися на території Чернівецької області, 6,9% — у інших регіонах України.
Питома вага уродженців різних регіонів України у населенні Чернівецької області за переписом 2001 року:
| уродженців області | кількість | частка у населенні |
| Чернівецької       | 816622    | 88,9               |
| Івано-Франківської | 9911      | 1,1                |
| Хмельницької       | 9543      | 1,0                |
| Вінницької         | 7147      | 0,8                |
| Тернопільської     | 6644      | 0,7                |
| Львівської         | 3235      | 0,4                |
| Житомирської       | 2688      | 0,3                |
| Одеської           | 2290      | 0,2                |
| Донецької          | 2128      | 0,2                |
| Київської          | 1709      | 0,2                |
| Дніпропетровської  | 1442      | 0,2                |
| Полтавської        | 1410      | 0,2                |
| Черкаської         | 1367      | 0,1                |
| Кіровоградської    | 1251      | 0,1                |
| Рівненської        | 1246      | 0,1                |
| Харківської        | 1213      | 0,1                |
| Закарпатської      | 1200      | 0,1                |
| Сумської           | 1128      | 0,1                |
| Волинської         | 1127      | 0,1                |
| Луганської         | 1099      | 0,1                |
| Херсонської        | 998       | 0,1                |
| АР Крим            | 962       | 0,1                |
| Запорізької        | 947       | 0,1                |
| Чернігівської      | 925       | 0,1                |
| Миколаївської      | 819       | 0,1                |
| м. Києва           | 784       | 0,1                |
| Севастополя        | 66        | 0,0                |

## Зайнятість населення
Сфери зайнятості населення області за переписом 2001 року
| сфера діяльності                                                                 | кількість зайнятих | частка |
| -------------------------------------------------------------------------------- | ------------------ | ------ |
| Сільське господарство, мисливство та лісове господарство                         | 155 683            | 43,8%  |
| Обробна промисловість                                                            | 33 959             | 9,5%   |
| Освіта                                                                           | 28 073             | 7,9%   |
| Оптова та роздрібна торгівля; торгівля транспортними засобами; послуги з ремонту | 27 804             | 7,8%   |
| Охорона здоров'я та соціальна допомога                                           | 20 919             | 5,9%   |
| Будівництво                                                                      | 19 516             | 5,5%   |
| Державне управління                                                              | 17 465             | 4,9%   |
| Транспорт і зв'язок                                                              | 14 013             | 3,9%   |
| Послуги домашньої прислуги                                                       | 13 602             | 3,8%   |
| Колективні, громадські та особисті послуги                                       | 7 482              | 2,1%   |
| Готелі та ресторани                                                              | 5 120              | 1,4%   |
| Операції з нерухомістю, здавання під найм та послуги юридичним особам            | 4 681              | 1,3%   |
| Виробництво електроенергії, газу та води                                         | 4 450              | 1,3%   |
| Фінансова діяльність                                                             | 1 938              | 0,5%   |
| Добувна промисловість                                                            | 652                | 0,2%   |
| Рибне господарство                                                               | 244                | 0,1%   |
| Екстериторіальна діяльність                                                      | 7                  | 0,0%   |
| Всього зайнятих економічною діяльністю                                           | 355 608            | 100,0% |